# Serhij Sibiriakow
Serhij Ołeksandrowycz Sibiriakow, ukr. Сергій Олександрович Сібіряков (ur. 1 stycznia 1982 w Stryju, w obwodzie lwowskim) – ukraiński piłkarz, grający na pozycji pomocnika, a wcześniej napastnika.

## Kariera piłkarska

### Kariera klubowa
W 2000 roku rozpoczął karierę piłkarską w drugoligowym klubie Cementnyk-Chorda Mikołajów, skąd następnego roku przeszedł do Dnipra Dniepropetrowsk, ale występował przeważnie w trzeciej i drugiej drużynie. W latach 2003–2004 bronił barw 4 klubów: FK Ołeksandrija, Zoria Ługańsk, Metalist Charków i Arsenał Charków. Na początku 2005 przeszedł do Tawrii Symferopol. W styczniu 2007 podpisał kontrakt z Obołonią Kijów.

## Sukcesy i odznaczenia

### Sukcesy klubowe
- wicemistrz Ukraińskiej Pierwszej Lihi: 2004, 2005, 2009
- brązowy medalista Ukraińskiej Pierwszej Lihi: 2007, 2008